# 판타지 라이프 i: 빙글빙글 용과 시간을 훔치는 소녀
《판타지 라이프 i: 빙글빙글 용과 시간을 훔치는 소녀》는 레벨파이브가 개발하고 배급한 2025년 롤플레잉 생활 시뮬레이션 게임이다. 2012년 《판타지 라이프》의 후속작으로 2025년 5월 21일 닌텐도 스위치, 플레이스테이션 4, 플레이스테이션 5, 엑스박스 시리즈 X/S 및 윈도우 플랫폼으로 출시됐다. 영어판 제목은 《판타지 라이프 i: 시간을 훔치는 소녀》이다.
2025년 6월에 닌텐도 스위치 2 이식판이 발매됐다.

## 흥행
2025년 5월 24일, 레벨파이브는 《판타지 라이프 i》 전세계 판매량이 50만 장을 초과했다고 발표했다.

### 내용주
1. ↑  일본어: ファンタジーライフｉ グルグルの竜と時をぬすむ少女
2. ↑  영어: Fantasy Life i: The Girl Who Steals Time

### 참조주
1. ↑  Doolan, Liam (2025년 5월 24일). “Fantasy Life's New Entry Has Already Hit Its First Major Sales Milestone”. 《Nintendo Life》. 2025년 5월 27일에 확인함.